# 아이소시트르산 탈수소효소
(아)이소시트레이트 탈수소효소(IDH,Isocitrate dehydrogenase,EC 1.1.1.42 및 EC 1.1.1.41)는 (아)이소시트레이트(이소시트르산)의 산화적 탈카복실화를 촉매하여 알파-케토글루타레이트(α-Ketoglutarate ) 및 CO2를 생성하는 효소이다. 이것은 2단계 공정으로, 이소시트레이트(2차 알코올)를 옥살로숙시네이트(Oxalosuccinate,케톤)로 산화시킨 다음, 카복실기 베타를 케톤으로 탈카복실화하여 알파-케토글루타레이트를 형성한다. 인간에게서 IDH는 3가지 이소형(이성질체)으로 존재한다. IDH3는 미토콘드리아에서 NAD+를 NADH로 전환시키면서 시트르산 주기의 세 번째 단계를 촉매한다. 이소형 IDH1 및 IDH2는 시트르산 사이클(TCA회로)의 맥락 밖에서 동일한 반응을 촉매하고 NADP+를 NAD+ 대신 보조인자로 사용한다. 이들은 미토콘드리아와 퍼옥시좀뿐만 아니라 시토졸(cytosol)에 국한된다.

## 카본백본
TCA회로 과정에서 유일하게 카본백본(carbon backbone)을 변형하면서 CoA가 관여하지 않는 과정이다.

## 같이 보기
- 아코니테이스
- α-케토글루타르산 탈수소효소 복합체